# Federal Home Loan Banks

Территориальное расположение банков, входящих в FHLBank.

Federal Home Loan Banks — кооператив, состоящий из 11 региональных ипотечных банков США, спонсируемых правительством, которые предоставляют ликвидность финансовым учреждениям для поддержки жилищного финансирования и социальных инвестиций. 

## Общая информация
Система FHLBank была учреждена Конгрессом в 1932 году, во время Великой депрессии. Ее основной миссией является предоставление финансовым учреждениям финансовые продукты и услуги, которые помогают и расширяют финансирование жилищного кредитования. В состав входят региональные банки, которые выступают источником ликвидности для более чем 8 тысяч финансовых учреждений, являющихся членами этого механизма.
Каждый FHLBank представляет собой отдельное юридическое лицо, управляемое советом директоров и имеющее сотрудников и финансовую отчетность. Кроме того, финансовые учреждения-члены владеют этими объектами, поскольку они имеют доли в FHLB. 

## Деятельность
Представлен в Атланте, Бостоне, Чикаго, Цинциннати, Далласе, Айове, Индианаполисе, Нью-Йорке, Питсбурге, Сан-Франциско, Сиэтле и Канзасе.
- Активы — $1,32 трлн (на 31 марта 2008 года)
- Ипотечный портфель — $913 млрд

На начало 2008 года в облигации трёх американских ипотечных агентств — Fannie Mae, Freddie Mac и Federal Home Loan Banks — была вложена почти четверть золотовалютных резервов Банка России, или 2,48 трлн руб. ($100,8 млрд). К середине 2008 года объём этих вложений был сокращён вдвое, причём в портфеле остались бумаги только Fannie Mae и Freddie Mac. За 1 полугодие 2008 года падение стоимости данных ценных бумаг составило 0,5-1 %, в то же время ставка купонного дохода по ним находилась на уровне 3,5 %.